# Đại Đồng, Tràng Định
Đại Đồng là một xã thuộc huyện Tràng Định, tỉnh Lạng Sơn, Việt Nam.
Xã Đại Đồng có diện tích 27,8 km², dân số năm 1999 là 7.829 người, mật độ dân số đạt 282 người/km².
Theo thống kê năm 2019, xã Đại Đồng có diện tích 27,8 km², dân số là 8.612 người, mật độ dân số đạt 310 người/km².